# 光州松亭駅
もしかして
- 光州松汀駅

ではありませんか？